# 单位群
在环中，所有可逆元素叫环的单位，所有单位对乘法可构成一个乘法群，叫环的单位群。对环（域）来说，单位群所有元素，和环（域）的所有元素有多少相同，有多少不同，可由环的素理想，分式理想，理想类群来度量。
整数环Z的单位只有1，-1，单位群同构于循环群C2。模n 的剩余类环Zn单位群记为U（Zn）。仅有U（Z3），U（Z4），U（Z6），U（Z8），U（Z12），U（Z24）非单位元的阶均为2；非单位元的阶均为其他素数p（p > 2）的单位群不存在。

## 单位
算术基本定理说明Z环的乘法结构为：每一个非零整数可以表为唯一的若干素数次幂和±1乘。这对OK的理想的唯一分解对一部分理想正确，不能全正确是因为±1，因为整数1和-1是Z环的可逆元素（即单位，两者组成一个乘法群叫单位群，记为Z×，是个2阶循环群）。更普遍的是，在OK的形式下全部素元乘法可逆组成一个乘法群，记为O×，群素元称为OK的单位，这个群比2阶循环群Z×阶大。由狄利克雷单位定理可得：单位群是交换群。更确切的有伽罗瓦模形式：
OK {\displaystyle \simeq } Z⊕r⊕（有限循环群）。
有限循环群即为K的单位群O×。[1]
OK单元群的阶大小，OK的格结构，类数公式可以求出。

## 例子
由在线GNU项目sagemath.org可容易看出2次域单位的判别式、类数、因子分解等各种情况。
Q7:=QuadraticField(-11);Q7;
O7:=MaximalOrder(Q7);O7;
Discriminant(Q7) ;
ClassGroup(Q7);
a:=O7!5;a;
aa:=O7!500;aa;
Factorization(a);
Factorization(aa);
Q17:=QuadraticField(17);Q17;
FundamentalUnit(Q17);
Discriminant(Q17) ;
ClassGroup(Q17);
Quadratic Field with defining polynomial $.1^2 + 11 over the Rational Field
Maximal Order of Q7
-11
Abelian Group of order 1
Mapping from: Abelian Group of order 1 to Set of ideals of O7
5
500
[ <$.2 + 1, 1>, <-$.2 + 2, 1> ]
<-1, 0>
[ <2, 2>, <$.2 + 1, 3>, <-$.2 + 2, 3> ]
<-1, 0>
Quadratic Field with defining polynomial $.1^2 - 17 over the Rational Field
-Q17.1 + 4
17
Abelian Group of order 1
Mapping from: Abelian Group of order 1 to Set of ideals of Maximal Order of Q17